# Тіргауптен
Тіргауптен (нім. Thierhaupten) — громада в Німеччині, знаходиться в землі Баварія. Підпорядковується адміністративному округу Швабія. Входить до складу району Аугсбург.
Площа — 39,15 км2. Населення становить 4087 ос. (станом на 31 грудня 2020).

## Географія

### Адміністративний поділ
Громада  складається з 8 районів:
- Альтенбах
- Гельцларн
- Кенігсбрунн
- Нойкірхен
- Ец
- Шпарманнзек
- Тіргауптен
- Вайден